# La moglie del centauro
La moglie del centauro (The Wife of the Centaur) è un film muto del 1924 diretto da King Vidor. La sceneggiatura si basa sul romanzo Wife of the Centaur di Cyril Hume, pubblicato a New York circa nel 1923.

## Trama
Jeffrey Dwyer, un romanziere nevrotico, si innamora di Joan, una ragazza semplice dalla bellezza non appariscente. Quando però Jeffrey conosce la passionale Inez Martin, perde completamente la testa per lei. La relazione tra i due finisce ben presto: Inez lo lascia per sposare Harry Todd. Distrutto, Jeffrey comincia a bere. Lo salva il ricordo di Joan. Tornato da lei, la sposa e insieme, vanno a vivere in uno chalet in montagna, lontano da tutti. Lì, Jeffrey torna a scrivere.
Ma la loro esistenza è sconvolta dall'arrivo di Inez. Fallito il suo matrimonio, la tentatrice ha deciso di riprendersi Jeffrey. Affittato un villino, si trasferisce poco distante: lo scrittore cede ancora una volta. Poi, però, si rende conto di ciò che sta facendo e lascia, questa volta per sempre, l'amante per tornare dalla moglie che lo accoglie di nuovo a casa, perdonandolo.

## Produzione
Il film fu prodotto dalla Metro-Goldwyn Pictures Corporation.

## Distribuzione
Il copyright del film, richiesto dalla Metro-Goldwyn Pictures, fu registrato il 12 dicembre 1924 con il numero LP20909.
Distribuito dalla Metro-Goldwyn Pictures Corporation, il film - presentato da Louis B. Mayer - uscì nelle sale cinematografiche statunitensi il 1º dicembre 1924. In Germania, il film fu distribuito dalla Universum Film (UFA) con il titolo Ein Mädchen und drei alte Narren.
Non si conoscono copie ancora esistenti della pellicola che viene considerata presumibilmente perduta.